# 10월 18일
10월 18일은 그레고리력으로 291번째(윤년일 경우 292번째) 날에 해당한다.

## 사건
- 1867년 - 미국이 러시아에서 알래스카를 매입.
- 1993년 - 서울대 성희롱 사건 민사소송 제기.
- 2005년 - 한나라당 박근혜 대표가 기자회견을 가졌다. 박 대표는 강정구 교수 사건에 대해 정부가 자유민주주의를 부정하는 세력을 비호하고 있다며, 구국운동을 벌여나갈 것이라고 밝혔다.
- 2008년 - 이란이 범죄를 저지른 아동에 대한 처벌을 금지하기로 결정하였다.
- 2011년 - 한국의 산악인 박영석 대장이 안나푸르나 등반 중 연락두절 실종.

## 문화
- 1386년 - 하이델베르크 대학교가 설립되었다.
- 1985년 - 서울 지하철 3호선과 4호선 동시 개통.
- 1997년 - SBS의 지역 민방 네트워크 가맹국인 청주방송(CJB) 텔레비전 개국.
- 2005년 - 대구 도시철도 2호선 문양역 ~ 사월역 구간이 개통됐다.
- 2007년
  - 국제전기통신연합(ITU)은 스위스 제네바 국제회의센터에서 진행된 전파총회(Radio Assembly) 본회의에서 대한민국에서 개발한 와이브로 기술을 3G 국제표준으로 승인하다.
  - 일본의 록 밴드 엑스 재팬이 10년 만의 재결성을 발표하다.
- 2008년 -러시아가 아이슬란드에 대러시아 구자 금융안을 구체적으로 제공해줄 것을 공식 요청했다.
- 2013년 - 마이크로소프트에서 윈도우 8.1이 발표.
- 2014년 - 2014년 장애인 아시안 게임이 인천광역시 인천아시아드주경기장에서 개막

## 탄생
- 1130년 - 중국 남송의 유학자 주희. (~1200년)
- 1663년 - 프랑스 태생 오스트리아의 장군 외젠 드 사부아카리냥 공자. (~1736년)
- 1697년 - 이탈리아의 화가 카날레토. (~1768년)
- 1741년 - 프랑스의 군인 피에르 쇼데를로 드 라클로. (~1803년)
- 1854년 - 독일 사회민주당의 이념가 카를 카우츠키. (~1938년)
- 1859년 - 프랑스의 철학자 앙리 베르그손. (~1941년)
- 1880년 - 대한민국의 독립운동가 백남식. (~1950년)
- 1903년 - 독일의 육상 선수 리나 라트케. (~1983년)
- 1905년 - 대한민국의 독립운동가 유진산. (~1974년)
- 1912년 - 이탈리아의 추기경 아우렐리오 사바타니. (~2003년)
- 1918년 - 대한민국의 가수 남인수. (~1962년)
- 1920년 - 대한민국의 헌법학자 박일경. (~1994년)
- 1921년 - 미국의 정치인 제시 헬름스. (~2008년)
- 1924년
  - 대한민국의 군인 류병현. (~2020년)
  - 대한민국의 등산가, 정치인 김영도. (~2023년)
- 1925년 - 대한민국의 영화감독 겸 미술가 신상옥. (~2006년)
- 1926년
  - 대한민국의 영화 감독 신상옥.
  - 미국의 가수 척 베리. (~2017년)
- 1929년 - 니카리과의 정치인 비올레타 차모로. (~2025년)
- 1939년
  - 존 F. 케네디 대통령의 암살범 리 하비 오스월드. (~1963년)
  - 스위스의 정치인 플라비오 코티. (~2020년)
- 1941년
  - 대한민국의 정치인 조영장.
  - 미국의 베이시스트 빌리 콕스.
- 1945년 - 일본의 성우 와카모토 노리오.
- 1946년
  - 대한민국의 정치인 손태인. (~2002년)
  - 대한민국의 기독교 철학자 겸 신학자 김영환.
- 1947년 - 우즈베키스탄의 외교관 비탈리 펜. (~2024년)
- 1948년 - 대한민국의 정치인 김동성. (~2022년)
- 1950년 - 인도의 배우 옴 푸리. (~2017년)
- 1952년 - 미국의 전 야구 선수 제리 로이스터.
- 1953년 - 대한민국의 정치인 박덕흠.
- 1954년 - 일본의 음향감독, 성우 미츠야 유지.
- 1955년 - 일본의 정치인 가지야마 히로시.
- 1957년
  - 미국의 관료, 투자가 게리 겐슬러.
  - 스웨덴의 배우 돌프 룬드그렌.
- 1959년
  - 멕시코의 육상 선수 에르네스토 칸토. (~2020년)
  - 엘살바도르의 제65대 대통령 마우리시오 푸네스. (~2025년)
- 1960년
  - 벨기에의 영화 배우 장클로드 반담.
  - 미국의 촬영 감독 존 슈워츠먼.
- 1962년
  - 대한민국의 전 배우 박성미.
  - 대한민국의 가수 최유나.
- 1963년 - 대한민국의 수의학자 라정찬.
- 1965년
  - 대한민국의 배우 송금란.
  - 일본의 변호사 오히라 미쓰요.
- 1966년 - 대한민국의 희극인 김수용.
- 1968년
  - 대한민국의 배우 염동헌. (~2022년)
  - 일본의 전 축구 선수 오타케 나오토.
- 1970년 - 미국의 영화 감독 마이크 미첼.
- 1971년 - 대한민국의 전 축구 선수 유상철. (~2021년)
- 1972년
  - 대한민국의 전 야구 선수, 현 야구 코치 심재학.
  - 대한민국의 배우 박호산.
  - 대한민국의 전 야구 선수 안희봉.
- 1973년
  - 대한민국의 배우 김형종.
  - 대한민국의 영화 감독 이해영.
- 1974년
  - 대한민국의 힙합 DJ DJ 렉스.
  - 일본의 성우 후지마키 에리코.
  - 일본의 배우 가네코 노보루.
  - 중국의 배우 저우쉰.
- 1976년 - 대한민국의 전 농구 선수, 현 지도자 박선영.
- 1977년
  - 대한민국의 야구 코치, 전 야구 선수 장성호.
  - 대한민국의 배우 겸 가수 김보리.
  - 뉴질랜드의 전 축구 선수, 축구 감독 라이언 넬슨.
- 1978년 - 일본의 성우 시라이시 미노루.
- 1979년 - 대한민국의 희극인 장동혁.
- 1980년
  - 대한민국의 희극인 겸 작가 황현희.
  - 대한민국의 희극인 류정남.
  - 미국의 가수 조시 그라친.
- 1981년 - 일본의 배우 사이네이 류지.
- 1982년 - 대한민국의 가수 박현빈.
- 1983년
  - 대한민국의 싱어송라이터 임주연.
  - 대한민국의 희극인 송왕호.
  - 대한민국의 희극인 최서인. (~2017년)
  - 터키의 이종격투기 선수 괵한 사키.
  - 브라질의 축구 선수 단치.
- 1984년
  - 미국의 여자 스키 선수 린지 본.
  - 대한민국의 야구 선수 김재천.
  - 인도의 배우 프리다 핀토.
- 1985년
  - 일본의 성우 노미즈 이오리.
  - 쿠바의 야구 선수 요에니스 세스페데스.
- 1986년
  - 대한민국의 레이싱모델, 가수 김하율.
  - 대한민국의 전직 스타크래프트 프로게이머 오영종.
- 1987년 - 미국의 영화 배우 잭 에프론.
- 1988년
  - 일본의 성우,가수 이토 켄토.
  - 대한민국의 배우 황희.
  - 대한민국의 희극인 정재형.
- 1989년
  - 대한민국의 배우 차정원.
  - 일본의 배우 노이리 토시키. (~2023년)
- 1990년
  - 대한민국의 전직 스타크래프트 프로게이머 김구현.
  - 대한민국의 배우 김대근.
  - 가나의 축구 선수 대니얼 오파레이.
- 1991년
  - 대한민국의 가수 김유라.
  - 일본의 작가 마후마후.
  - 대한민국의 가수 김민지.
  - 스코틀랜드의 배우 조애나 밴더햄.
- 1992년 - 대한민국의 기상 캐스터 배혜지.
- 1993년 - 대한민국의 축구 선수 김민규.
- 1994년 - 대한민국의 배우 박이현.
- 1995년
  - 대한민국의 가수 빈센스.
  - 일본의 수영 선수 오하시 유이.
- 1996년 - 대한민국의 배우 원유빈.
- 1997년
  - 대한민국의 리그 오브 레전드 프로게이머 젤리.
  - 대한민국의 리그 오브 레전드 프로게이머 레이즈.
  - 알제리의 펜싱 선수 레아 무투사미.
- 1998년 - 대한민국의 치어리더 김하나.
- 1999년 - 대한민국의 모델 왕세빈 (왕석현의 누나).
- 2000년 - 대한민국의 축구 선수 서진수.
- 2001년 - 대한민국의 가수 공든.
- 2009년 - 대한민국의 아역배우 박서경.

### 미상
- 대한민국의 가수 정은재.
- 대한민국의 가수, 보컬 도제현. (취향상점)

## 사망
- 707년 - 86대 로마의 교황 교황 요한 7세. (650년~)
- 1480년 - 조선의 기녀시인, 화가 어우동. (1440년~)
- 1503년 - 215대 로마 교황 교황 비오 3세. (1439년~)
- 1851년 - 구로이시 번의 3대 번주 쓰가루 쓰구야스. (1821년~)
- 1871년 - 영국의 수학자이자 철학자, 발명가, 정치경제학자 찰스 배비지. (1791년~)
- 1893년 - 프랑스의 작곡가 샤를 구노. (1818년~)
- 1921년 - 바이에른 왕국의 마지막 국왕 루트비히 3세. (1845년~)
- 1931년 - 미국의 발명가 토머스 에디슨. (1847년~)
- 1940년 - 일제강점기의 친일파 윤덕영. (1873년~)
- 1950년 - 대한민국의 독립운동가 유동열. (1879년~)
- 1973년 - 미국의 정치철학자 레오 스트라우스. (1899년~)
- 1980년 - 대한민국의 군인 송요찬. (1918년~)
- 2000년 - 미국의 가수 및 배우 줄리 런던. (1926년~)
- 2002년 - 대한민국의 배우 남성훈. (1945년~)
- 2005년 - 러시아의 경제학자이자 정치가 알렉산드르 니콜라예비치 야코블레프. (1923년~)
- 2010년 - 대한민국의 공무원 최선정. (1944년~)
- 2011년 - 대한민국의 축구 선수 이수철. (1966년~)
- 2013년
  - 대한민국의 양궁 감독 신현종. (1959년~)
  - 미국의 정치인 톰 폴리. (1929년~)
- 2017년 - 필리핀의 추기경 리카르도 비달. (1931년~)
- 2018년 - 수단의 정치인 압델 라흐만 스와르 알다하브. (1934년~)
- 2020년 - 대한민국의 삽화가 김광배. (1933년~)
- 2021년
  - 미국의 군인 콜린 파월. (1937년~)
  - 미국의 성우 크리스토퍼 에어스. (1965년~)
  - 미국의 영화배우 발 비소글리오. (1926년~)
  - 슬로바키아의 가수 에디타 그루베로바. (1946년~)
- 2022년
  - 대한민국의 만화가 박기정. (1937년~)
  - 미국의 정치인 하비 울먼. (1935년~)
- 2024년
  - 프랑스의 군인 미셸 로크주프레. (1933년~)
  - 미국의 내분비학자 앤드루 섈리. (1926년~)

## 기념일
- 산의 날: 2002년 유엔이 제정한 '세계 산의 해'를 계기로 대한민국 산림청이 지정한 국가지정 기념일,

## 같이 보기
- 전날: 10월 17일 다음날: 10월 19일 - 전달: 9월 18일 다음달: 11월 18일
- 음력: 10월 18일
- 모두 보기